# Condate angulina
Condate angulina är en fjärilsart som beskrevs av Achille Guenée 1852. Condate angulina ingår i släktet Condate och familjen nattflyn. Inga underarter finns listade i Catalogue of Life.